# 페이스 프린스
페이스 프린스(Faith Prince, 1957년 8월 6일 ~ )는 미국의 배우이다.

## 출연 작품
- 팅커벨 3 : 위대한 요정 구조대  (2010)
- 체인지 디바 1 (2009)
- 그레이 아나토미 시즌3 (2006)
- 허프 (2004)
- 운명같은 사랑 (2000)
- 기적의 계절 (1999)
- 이야기 도시 (1996)
- 빅 불리 (1996)
- 사브리나 - TV 시리즈 (1996)
- 아빠는 나의 영웅 (1994)
- 데이브 (1993)
- 법과 질서 (1990)
- 라스트 드래곤 (1985)
- 그레이트 퍼포먼스 (1972)